# Yang Liu
Yang Liu (chiń. 杨柳; pinyin Yáng Liǔ; ur. 20 maja 1992) – chińska bokserka, mistrzyni i wicemistrzyni świata, wicemistrzyni olimpijska.

## Kariera
W 2019 roku zdobyła srebrny medal w kategorii do 69 kg podczas mistrzostw świata w Ułan Ude, przegrywając w finale z Turczynką Busenaz Sürmeneli.
W 2024 roku wzięła udział w Letnich Igrzyskach Olimpijskich 2024 w Paryżu, gdzie w rywalizacji kobiet do 66 kg zdobyła srebrny medal, w finale przegrywając z Imane Khelif.